# Отдельная дивизия оперативного назначения
Отдельная орденов Суворова, Жукова, Ленина и Октябрьской Революции, Краснознамённая дивизия оперативного назначения имени Ф. Э. Дзержинского (коротко — Дивизия имени Дзержинского (ОДОН)) — тактическое соединение Войск национальной гвардии России, в задачи которой входит охрана общественного порядка в Москве и Московской области, борьба с терроризмом и экстремизмом, в военное время — охрана важных государственных объектов.
Основные силы дивизии расквартированы в Балашихе-15 (Московская область). Командир — полковник Д. Г. Кузнецов (с 18 мая 2024). Дивизия находится в непосредственном подчинении Центрального аппарата Росгвардии. Условное наименование управления дивизии — Войсковая часть № 3111.
Дивизия исторически является преемником существовавшей в советское время Отдельной Краснознамённой орденов Ленина и Октябрьской Революции мотострелковой дивизии особого назначения имени Ф. Э. Дзержинского (ОМСДОН), являвшейся элитным соединением Внутренних войск МВД СССР, части которой располагались в Москве, а также в подмосковных Реутове, Балашихе и Ногинске.

## Состав дивизии
В состав дивизии по состоянию на 2023 год входят следующие воинские части:
- в/ч 3111 — управление дивизии;
- в/ч 3186 — 2-й ордена Кутузова полк оперативного назначения;
- в/ч 3419 — 4-й ордена Кутузова полк оперативного назначения;
- в/ч 3500 — 5-й полк оперативного назначения;
- в/ч 3128 — отдельный батальон связи;
- в/ч 3187 — отдельный ремонтно-восстановительный батальон;
- в/ч 3532 — отдельный медико-санитарный батальон;
- в/ч 6771 — 344-й отдельный комендантский батальон;
- в/ч 6909 — 441-й отдельный батальон обеспечения;
- в/ч 6923 — 752-й отдельный инженерно-сапёрный батальон;
- в/ч 3058 — 319-й отдельный батальон по охране и обеспечению учебных центров;
- в/ч 3401 — 4-я отдельная рота РХБЗ;
- в/ч 3178 — главный военный клинический госпиталь ФСВНГ России (в состав дивизии не входит, является самостоятельным военно-медицинским учреждением);
- в/ч 3179 — 604-й Краснознамённый центр специального назначения «Витязь»;
- в/ч 3421 — 16-й центр по подготовке личного состава;
- в/ч 3601 — главный центр автоматизированной системы управления ФСВНГ РФ;
- в/ч 6686 — центр инженерного-технического обеспечения ФСВНГ России.(в состав дивизии не входит, является самостоятельным  учреждением);
- в/ч 3472 — центральный узел связи ФСВНГ России[2];(в состав дивизии не входит, является самостоятельным учреждением).
- в/ч 3492 — гарнизонная квартирно-эксплуатационная часть;
- гарнизонный дом офицеров «Реутово».

## История

### Предшественники дивизии
Свою историю Дивизия имени Дзержинского ведёт от Отряда особого назначения (ОСНАЗ) при Президиуме ВЧК, сформированного 30 марта 1921 года на базе отдельных подразделений Московского гарнизона войск ВЧК. В 1922 году в состав Отряда ОСНАЗ вошли 1-й отдельный полк войск ГПУ и 1-й автобронеотряд при ВЦИК РСФСР.
В 1922 году ВЧК реорганизуется в ОГПУ, соответственно меняется название отряда — Отряд особого назначения при Коллегии ОГПУ РСФСР.

### 1924—1941

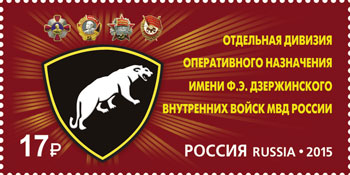
Почтовая марка России (2015 год)

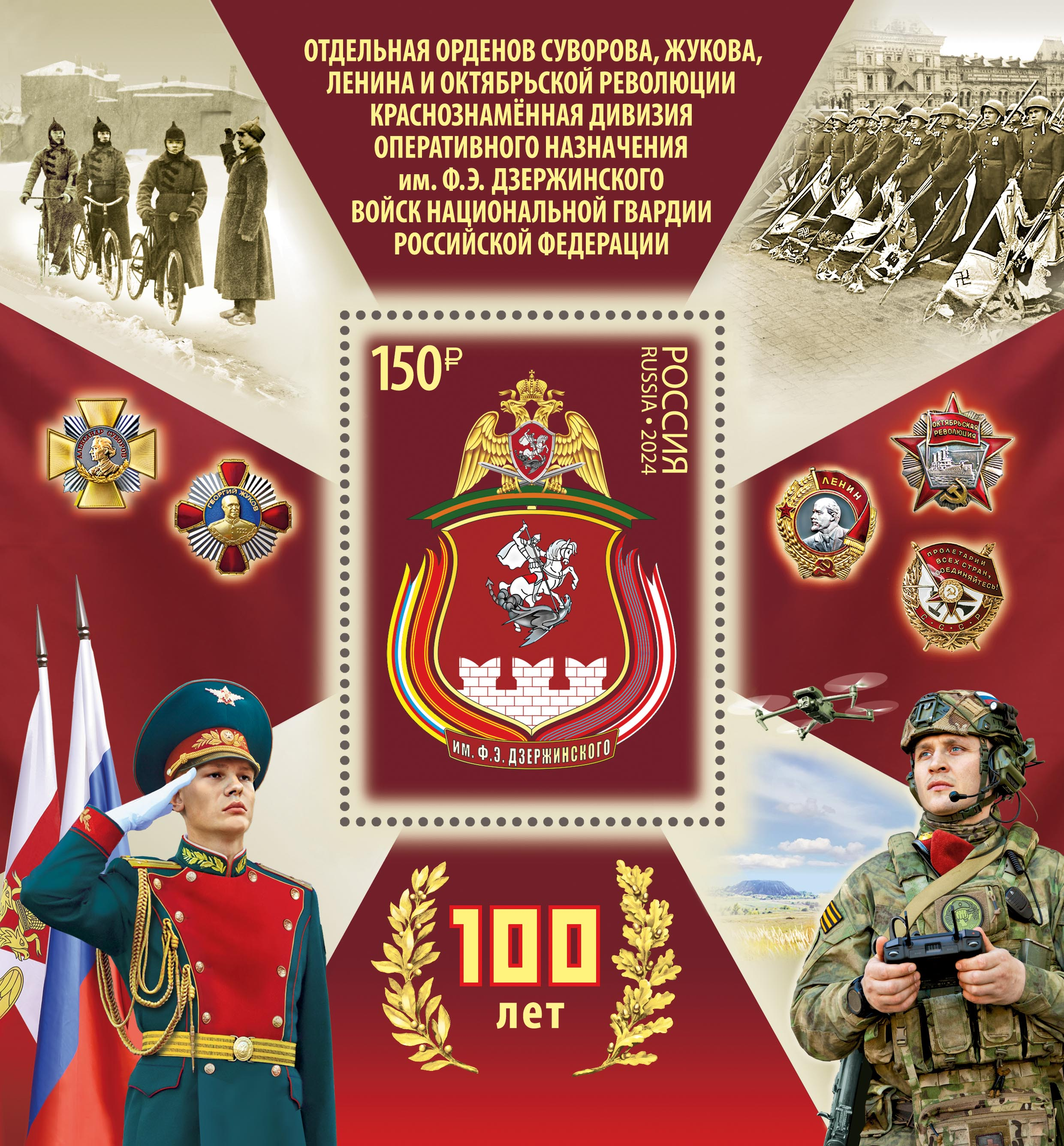
Почтовая марка России (2024 год)

17 июня 1924 года на базе отряда ОСНАЗ была создана Дивизия особого назначения (ДОН) при Коллегии ОГПУ СССР. Помимо имевшихся частей, в состав вновь сформированной дивизии вошли 6-й полк и 61-й дивизион войск ОГПУ. Штат дивизии насчитывал 4 стрелковых полка и автобронедивизион (бывший автобронеотряд), который позже, в 1931 году, переформирован в бронетанковый полк. 19 июня 1924 года был сформирован отдельный батальон связи.
В мае 1926 года в состав дивизии вошёл Особый Соловецкий полк ОГПУ. После того как в июле 1926 года умер Ф. Э. Дзержинский на собрании личного состава дивизии было принято решение ходатайствовать о присвоении дивизии его имени. Приказом ОГПУ СССР № 173 от 19 августа 1926 года соединение получило наименование Дивизия особого назначения при Коллегии ОГПУ СССР имени Ф. Э. Дзержинского, но вскоре вновь переформирован Отдельный танковый батальон. В ноябре 1926 года дивизии были организационно подчинены 1-й Тульский, 4-й Воронежский, 5-й Нижегородский, 8-й Ярославский, 15-й Вятский дивизионы войск ОГПУ. Численность дивизии составила 4436 человек.
В феврале 1929 года дивизия вновь реорганизуется. Дивизия насчитывала в своем составе 2 стрелковых полка, самокатный полк, кавалерийский полк, бронетанковый дивизион, дивизион связи, отдельный Суздальский дивизион, полковая школа.
В 1920—1930-е годы дивизия выполняла задачи по охране Кремля, административных зданий Совнаркома и ЦК ВКП(б), другие особо важные объекты. Кроме того, части дивизии привлекались к операциям по подавлению мятежей на Дону и в Тамбовской области, борьбе с басмачеством в Средней Азии.
8 августа 1934 года соединение реформировано по типу РККА в Отдельную мотомеханизированную дивизию особого назначения имени Ф. Э. Дзержинского войск НКВД. В 1937 году соединение переименовано в Отдельную мотострелковую дивизию особого назначения (ОМСДОН) имени Ф. Э. Дзержинского войск НКВД.
В 1937—1938-х годах небольшое танковое подразделение участвовало в специальной операции на территории провинции Синьцзян в Китае. Части дивизии участвовали в боях во время советско-финского конфликта (1939—1940).

### Великая Отечественная война
К началу войны в состав дивизии входили:
- Управление, штаб и политотдел
- 1-й мотострелковый полк
- 2-й мотострелковый полк
- 3-й мотострелковый полк
- Кавалерийский полк
- 12-й отдельный стрелковый батальон
- Отдельный танковый батальон (54 БТ-7)
- Отдельный артиллерийский дивизион
- Отдельная рота спецназначения
- Отдельная рота связи
- Отдельная саперная рота
- Отдельный отряд ПХО
- Ремонтно-восстановительный парк
- Дивизионный госпиталь
- Комендатура лагеря

С началом Великой Отечественной войны сводный батальон 2-го мсп дивизии участвовал в обороне Москвы, оставшиеся части охраняли особо важные объекты столицы, несли патрульную службу на улицах города, привлекались к мероприятиям по ликвидации разведдиверсионных групп в прифронтовой полосе и на территории города. В действующей армии с 15 октября 1941 года по 25 января 1942 года.
Одновременно с участием в военных действиях части дивизии в Москве задержали 485 агентов разведки противника, 69753 дезертира, более 320000 нарушителей установленного режима.
7 ноября 1941 года дивизия участвовала в военном параде в Москве на Красной площади.
В боях с немецкими войсками особо отличились снайперы 4 кавалерийского полка (впоследствии 4 мотострелкового). Только за первую командировку двух снайперских команд полка в 1942 году они уничтожили 853 немецких солдата и офицера. Всего в 1942 году снайперами дивизии было уничтожено 6440 немецких солдат и офицеров.
14 февраля 1943 года приказом НКВД № 0314 дивизии был присвоен номер. Она стала именоваться 1-й мотострелковой ордена Ленина дивизией особого назначения имени Ф. Э. Дзержинского ВВ НКВД СССР.
В 1944 году 2-му полку 1-й МСДОН была поручена охрана правительственных делегаций СССР, США и Великобритании при проведении Ялтинской конференции.
С августа 1943 по 1990 год в дни государственных праздников артдивизион дивизии производил с территории Московского Кремля артиллерийский салют.
В течение 1944—1947 годов части дивизии участвовали в ликвидации повстанческого движения в Западной Украине, неоднократно вступали в боестолкновения с подразделениями ОУН — УПА, принимали участие в депортации чеченцев и ингушей в Казахстан.
На Параде Победы 24 июня 1945 года воины 2 полка дивизии пронесли по Красной площади и бросили к подножию Мавзолея Ленина знамёна и штандарты Третьего рейха.
В годы Великой Отечественной войны наводчик станкового пулемёта 3-го мотострелкового полка красноармеец В. Г. Лазаренко был удостоен звания Героя Советского Союза.
В период Великой Отечественной войны дивизия структура дивизии была следующей: управление, штаб и политотдел; 1-й мотострелковый полк, 2-й мотострелковый полк, 3-й мотострелковый полк; Кавалерийский полк; 12-й отдельный стрелковый батальон (в 1941 г. на его базе был сформирован 9-й мсп, вошедший в состав сформированной 2- МСДОН войск НКВД); Отдельный танковый батальон; Отдельный артиллерийский дивизион; Отдельная рота спецназначения; Отдельная рота связи; Отдельная саперная рота; Отдельный отряд ПХО; Ремонтно-восстановительный парк; Дивизионный госпиталь, Комендатура лагеря

### 1945—1991
20 июня 1955 года 1-я МСДОН ВВ имени Ф. Дзержинского была переименована в ОМСДОН имени Ф. Дзержинского. В послевоенные годы дивизия решала специфические задачи в условиях крайнего осложнения оперативной обстановки внутри страны, а также охраняла особо важные объекты, такие как административные здания ЦК КПСС, Совета министров СССР и др.
3-й специальный моторизованный полк милиции с 1966 года нёс службу по охране общественного порядка и борьбе с уличной преступностью в Москве. Мотострелковые части также привлекались к охране общественного порядка во время проведения спортивно-массовых и культурно-массовых мероприятий (концерты, футбольные матчи, парады и т. д.).
В 1977 году при подготовке к летним Олимпийским играм в 1980 году во 2-м полку был сформирован первый войсковой спецназ ВВ МВД СССР — учебная рота специального назначения (УРСН), которая в 1989 году послужила базой для создания спецподразделения «Витязь». Дивизия обеспечивала безопасность в ходе проведения XXII летних Олимпийских игр в Москве. Кроме того, что личный состав нёс службу по охране общественного порядка и обеспечению общественной безопасности, часть военнослужащих была задействована в параде физкультурников, а также в постановке картин на трибуне под факелом с олимпийским огнём (на открытии и закрытии Олимпийских игр на трибуне одна за одной сменялись картины, составленные из множества цветных фрагментов, поднимавшимся в определённом порядке людьми, сидевшими на трибуне).
21 октября 1981 года в городе Орджоникидзе вспыхнули массовые беспорядки на почве осетино-ингушского конфликта. С прибытием в город дивизии порядок был восстановлен в течение суток.
2 мая 1986 года дивизия была задействована по ликвидации последствий Чернобыльской аварии. Части дивизии взяли под охрану зону отселения, а батальон противохимической защиты был задействован непосредственно на работах по ликвидации аварии.
С 1988 по 1991 годы части дивизии принимали участие в пресечении армянских погромов в городе Сумгаит, пресечению армяно-азербайджанского конфликта в Нагорно-Карабахской автономной области, ликвидации массовых беспорядков в городе Баку, пресечении межэтнического конфликта в Ферганской долине Узбекистана, который вспыхнул между узбеками и турками-месхетинцами, в Абхазии и Южной Осетии и т. д.
Части дивизии участвовали в ликвидации последствий землетрясения в Армении 1988 года. Личный состав занимался разбором завалов, оказанием помощи пострадавшим, борьбой с мародёрством. В 1989 году 4 полк участвовал в разгоне оппозиционного митинга в Тбилиси, для расследования обстоятельств которого была создана комиссия Съезда народных депутатов СССР.
В конце восьмидесятых годов в состав дивизии входили следующие части: 1, 2, 4, 5 мотострелковые полки, 3 специальный моторизированный полк милиции (часть СМЧМ), танковый, инженерный, медикосанитарный, резервный, автомобильный батальоны, батальоны связи, химзащиты и материально-технического обеспечения, артиллерийский дивизион, учебный батальон по подготовке младших командиров, гарнизонная квартирно-эксплуатационная часть, комендантская рота. Общее число военнослужащих дивизии — около 18 000 человек. Все части дивизии имели общие задачи и независимо от специализации могли привлекаться к выполнению любых задач. Так, например, личный состав танкового батальона или артдивизиона часто привлекался к охране общественного порядка на культурно-массовые или спортивно-массовые мероприятия, а бойцы милицейского полка, кроме своей узкоспециальной программы, полным ходом проходили боевую подготовку по программе мотострелковых войск. У каждой части дивизии была своя узкоспециальная задача.
- 1-й мсп — мотострелковый полк (в/ч 3179) — нёс службу по охране особо важных государственных объектов и сопровождению специальных грузов в Москве. Являлся старейшим подразделением не только во Внутренних войсках, но и всех Вооруженных силах послереволюционной России, так как был сформирован 24 февраля 1918 года — на следующий день после образования РККА (ныне — День защитника Отечества). До 1996 года базировался в Лефортово. В 1999 году вместе с 6 отрядом специального назначения «Витязь» реорганизован в 1 Полк специального назначения «Витязь».
- 2-й мсп — мотострелковый полк (в/ч 3186) — парадно-показательный полк, в его задачу входило представлять Дивизию Дзержинского на парадах, проходивших на Красной площади 9 мая и 7 ноября, а также других парадно-показательных церемониях. Воины этого полка на Параде Победы 1945 года в составе сводного батальона пронесли по Красной площади вражеские знамёна и штандарты и бросили их к подножию Мавзолея. В состав 3 батальона полка входила Учебная рота специального назначения (УРСН) — впоследствии — 6 отряд специального назначения «Витязь» (в/ч 3485). В составе полка имелась своя рота почётного караула. Внештатная рота почетного караула, которая возлагала венки к Могиле Неизвестного солдата.
- 3-й смпм — специальный моторизированный полк милиции (в/ч 5401) — специальная моторизированная часть милиции. Личный состав полка носил форму сотрудников милиции. Полк нес патрульно-постовую службу по охране общественного порядка в Москве, обеспечивал общественный порядок при проведении парадов, футбольных матчей, рок-концертов, иных общественно-массовых и культурно-массовых мероприятий. В полку в постоянной боевой готовности по графику в резерве начальника ГУВД Москвы находился один из патрульных взводов для действия по внезапно возникающим задачам. Полк был полностью моторизирован, имел свой автомобильный батальон. Впоследствии он был выведен из состава дивизии и на его базе была сформирована бригада СМЧМ, а спустя несколько лет — дивизия СМВЧ.
- 4-й мсп — мотострелковый полк (в/ч 3419) — полк оперативного назначения, выполнял общевойсковые функции, структура аналогична мотострелковым полкам Советской Армии. Основные задачи — действия по внезапно возникающим задачам в условиях резкого осложнения оперативной обстановки (вооружённый переворот, массовые беспорядки, бунты в местах лишения свободы и т. п.), обеспечение оцепления при проведении спецмероприятий. Кроме того, полк, имея отличную мотострелковую подготовку, мог выполнять общевойсковые задачи в качестве обычного мотострелкового полка. Полк был полностью моторизирован, основное транспортное средство — БТР.
- 5-й ооп — отдельный оперативный полк (в/ч 3500) — полк оперативного назначения. «По номеру пятый, по сути — первый». Штат, структура, задачи и вооружение аналогичны 4 полку. Особенность полка являлось то обстоятельство, что, согласно боевому расписанию, в случае угрозы захвата власти внутри страны, захвата столицы противником, независимо от задач, которые будут поставлены дивизии, полк должен брать под охрану и оборону здание ЦК КПСС, который в то время фактически являлся носителем высшей власти в стране. В данный момент здание ЦК КПСС занимает Администрация президента Российской Федерации.
- Отдельный учебно-автомобильный батальон (в/ч 3421) — учебное подразделение по подготовке водителей автомобилей всех частей дивизии к управлению транспортным средством в условиях Москвы, а также сержантского состава для частей дивизии. 1 рота — подготовка сержантского состава для мотострелковых частей. 2 рота — подготовка командиров отделений для автомобильных подразделений, а также взвод подготовки инструкторов практического вождения для батальона. 3 рота — подготовка водителей БТР. 4, 5 и 6 роты — подготовка водителей. 7 рота обеспечения учебного процесса. В 90-е годы на базе батальона организован 60-й учебный полк.
- Отдельный учебный батальон (в/ч 3503) — учебное подразделение по подготовке сержантского состава для всех частей дивизии, в т.ч ОСН «Витязь».
- Отдельный мотострелковый батальон особого назначения (в/ч 3499) (ОМСБОН) — охранял Центральный, Московский городской и областной комитеты КПСС и четыре здания 3-го специального отдела при Министерстве финансов СССР (золотой и алмазный фонд). В 1994 году на базе батальона сформирован отряд специального назначения внутренних войск «Русь» (в/ч 3499). В 2008 году ОСН «Русь» и ОСН «Витязь» были расформированные и организационно вошли в состав 604 Центра специального назначения внутренних войск.
- Отдельный танковый батальон (до 1996 г. — в/ч 3402, затем расформирован и вошёл в состав 1 мотострелкового полка (в/ч 3179), после реорганизации 1 Полка вновь создан как в/ч 3485, в 2004 году снова расформирован) — задача — поддержка танками мотострелковых частей. Батальон имел на вооружении лёгкие плавающие танки ПТ-76.
- Отдельный инженерно-сапёрный батальон (в/ч 3152) — имел задачи инженерного обеспечения действий дивизии — постановка мин и разминирование, понтонно-мостовое обеспечение и др.
- Отдельный артиллерийский Новгородский дивизион (в/ч 3402) — поддержка огнём артиллерии действий дивизии. Наименование «Новгородский» дивизион получил 17 сентября 1944 за участие в боях за Новгород. Наименование было изменено на в/ч 5382 «4-й отдельный артиллерийский дивизион». Под этим наименованием в августе 1998 года выведен из состава ОДОН и передислоцирован в Ростовскую область в состав 100-й дивизии особого назначения[9].
- Отдельный батальон связи (в/ч 3128) — обеспечение радио- и телефонной связью командования дивизии, обслуживание коммуникаций связи.
- Отдельный батальон химической защиты (в/ч 3401) — обеспечение противохимической и противорадиационной защиты частей дивизии. Ходили слухи, что батальон имел на вооружении специальные химические вещества, способные в больших количествах генерировать слезоточивые газы для пресечения массовых беспорядков. Достоверных сведений по данному поводу в настоящий момент не имеется.
- Отдельный ремонтно-восстановительный батальон (в/ч 3187) — ремонтно-техническое обслуживание автомобильной и боевой техники дивизии.
- Отдельный резервный батальон — военно-строительная часть, личный состав занимался строительством зданий и сооружений.
- Отдельный стрелковый батальон обеспечения и обслуживания Центральной объединённой военной базы МВД СССР (в/ч 3406) — состоял из караульной роты, роты охраны и специальной техники, автороты и взвода обеспечения.
- Отдельный батальон обеспечения и охраны учебного центра (в/ч 3058) — дислоцировался в деревне Новая рядом с учебным центром ОДОН.
- Отдельный медико-санитарный батальон (в/ч 3532) — фактически представлял собою полноценный госпиталь со своим стационаром, амбулаторией, достаточно высокой по тем временам материально технической базой, имел медицинских специалистов высокого уровня. Кроме личного состава дивизии, медсанбат обслуживал членов семей офицеров, прапорщиков, сержантов и солдат сверхсрочной службы.
- Отдельная рота регулирования и комендантской службы (в/ч 3486) — коротко называлась комендантская рота, имела задачи регулирования дорожного движения при движении колонны дивизии, обслуживала военную комендатуру. Помимо прочего, комендантская рота была обучена эскортному сопровождению на мотоциклах. Среди личного состава бойцов роты прозвали «космонавтами» («Филинами» — среди л/с дивизии), из-за формы одежды, по которой бойца комендантской роты было видно далеко: они носили белые пластмассовые шлемы с забралом, кожаные куртки, кожаные брюки, ботинки. В 1999 году на базе роты был сформирован батальон — в/ч 6771.
- Отдельная рота по охране и обеспечению базы НЗ — в разные времена была прикомандирована то к 4-му полку, то к ОСБОО ЦОВБ, то к Резервному батальону.
- Гарнизонная квартирно-эксплуатационная часть (в/ч 3492) — коммунальное обеспечение жилого фонда, казарм, столовых, клубов и т. д. В состав входили:
  - Домоуправление Реутово-1;
  - Рота по обслуживанию центральной котельной;
  - Стрелковая рота;
  - Автомобильная рота;
  - Рота специальных работ;
  - Взвод по ремонту холодильных установок.
- Гарнизонный дом офицеров — Функции дивизионного клуба, задача: организация культуры и досуга для личного состава дивизии и гарнизона, в целом, оказание методической и иной помощи клубам частей. В состав ГарДО входил: телецентр, ансамбль песни и пляски, филиал музея ВВ МВД СССР (России).

В состав ОМСДОН входили и другие самостоятельные подразделения, такие как духовой оркестр, ансамбль песни и пляски, вокально-инструментальный ансамбль и др. Дивизия имела свой учебный центр в деревне Новая под Балашихой. В 1980-х годах был создан ещё один учебный центр в 9 км от города Ногинск Московской области. Учебный центр располагал своим полигоном, оборудованным по тем временам всем необходимым для проведения занятий по боевой подготовке. Учебный полигон имел в своем составе:
- Стрельбище — для отработки упражнений по стрельбе из автомата, пулемёта, СВД, гранатомёта;
- Тир — для отработки упражнений по стрельбе из пистолета и начального упражнения по стрельбе из автомата;
- Городок боевого гранатометания;
- Инженерный городок;
- Спортивный городок;
- Городок защиты от оружия массового поражения;
- Городок противохимической защиты;
- Огненно-штурмовая полоса;
- Городок тактической подготовки (с участком, оборудованным для обкатки личного состава танками);
- Автогородок;
- Городок тактико-специальной подготовки, на котором были построены здания и сооружения, имитирующие городской квартал. На этом городке личный состав отрабатывал тактику действия внутренних войск в городских условиях, также на нём по отдельной программе занималась спецрота. Там же был установлен пассажирский самолёт, на котором спецрота отрабатывала тактику освобождения воздушного судна. Для размещения зрителей во время показательных выступлений городок был оборудован закрытым отапливаемым наблюдательным пунктом.

Дивизия принимала участие в августовском путче в 1991 году.

### После 1991

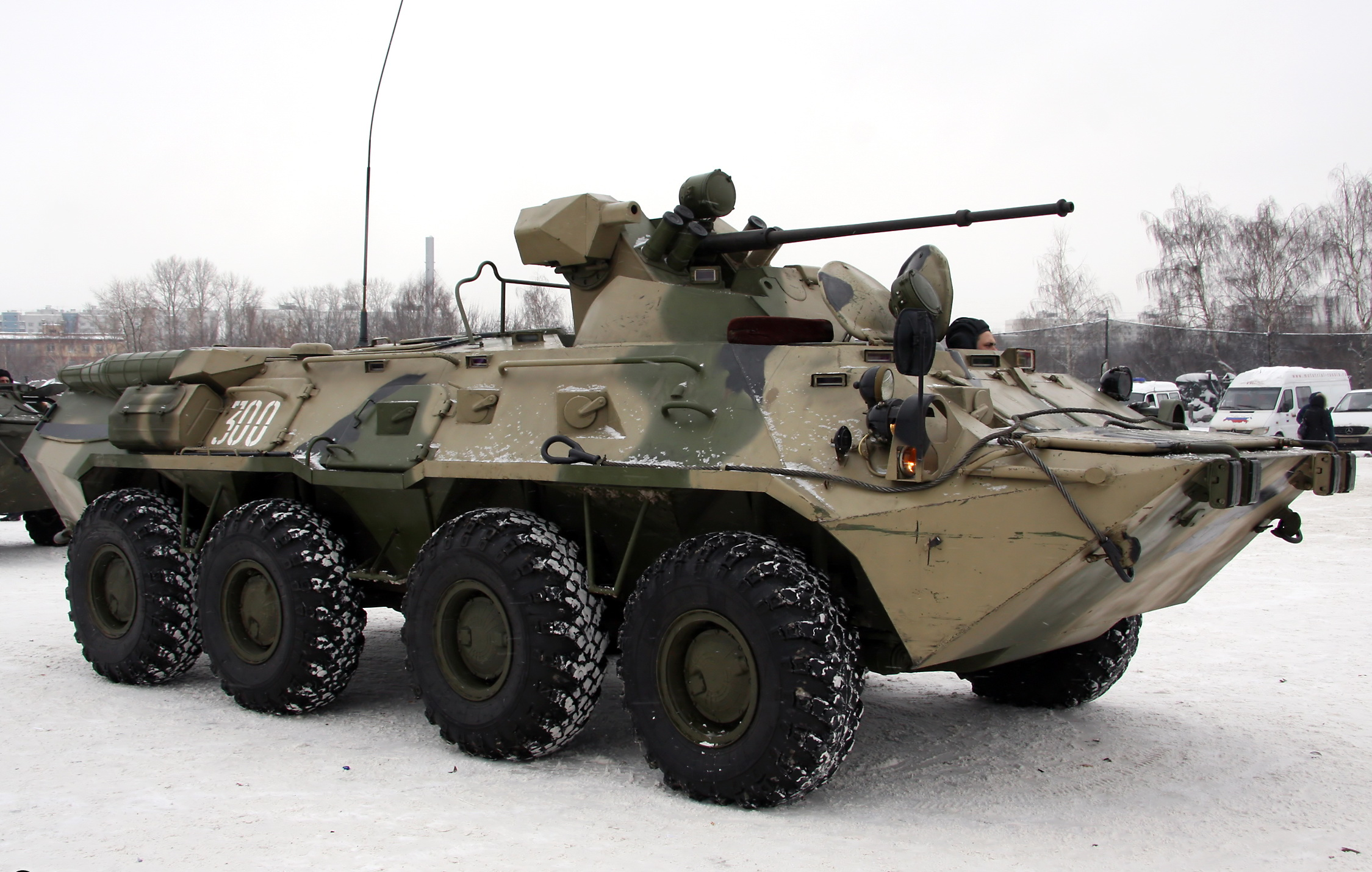
БТР-80А из состава дивизии.

В 1992 году части дивизии принимали участие в миротворческих операциях в зонах чрезвычайного положения на Северном Кавказе, обеспечивая разделение сторон блокпостами на административных границах Кабардино-Балкарии, Северной Осетии, Ингушетии и Чечни.
Дивизия принимала активное участие в событиях сентября — октября 1993 года в Москве — часть военнослужащих дивизии обороняла Верховный Совет РСФСР (наряды, несшие по штатному расписанию караульную службу по охране здания), в то время, как дивизия в целом участвовала в его блокаде и штурме.
В феврале 1994 года соединение переименовано в ОДОН — Отдельную орденов Ленина и Октябрьской Революции Краснознамённую дивизию оперативного назначения Внутренних войск МВД России. В этому времени в дивизии 29 человек зачислены навечно в списки её формирований.
До февраля 1994 года соединение имело полное действительное наименование — Отдельная орденов Ленина и Октябрьской Революции Краснознамённая мотострелковая дивизия особого назначения имени Ф. Э. Дзержинского (ОМСДОН). После переформирования упоминание имени Ф. Э. Дзержинского исчезло из официального наименования дивизии, однако в сентябре 2014 года было возвращено.
С учётом штатной численности, материально-технического обеспечения и уровня боевой подготовки личного состава, дивизия в состоянии самостоятельно выполнять как узкоспецифические, так и общевойсковые задачи. Опыт личного состава в ликвидации массовых беспорядков, участия в контртеррористических операциях свидетельствует о высокой боевой готовности соединения. Дивизия полностью моторизована, мобильна, находится в постоянной боевой готовности. В течение короткого времени части ОДОН могут быть переброшены воздушным транспортом в любую точку России для выполнения внезапно возникающих задач.
Части дивизии принимали участие в специальных мероприятиях, которые имели место в Армении, Азербайджане, Нагорном Карабахе, Средней Азии, Северной Осетии, Чечне, Дагестане. В настоящее время сводные подразделения дивизии продолжают участвовать в контртеррористических операциях на Северном Кавказе. За мужество и героизм, проявленные при выполнении воинского долга, тысячи военнослужащих дивизии награждены орденами и медалями СССР и России, а 19 удостоены звания «Герой Российской Федерации».
Военнослужащие дивизии совместно с подразделениями ГУВД по г. Москва и ГУВД по Московской области несут службу по охране общественного порядка и обеспечению общественной безопасности при проведении в Москве и Московской области общественно-политических, культурно-массовых и спортивных мероприятий, патрульно-постовую службу.
Сводный батальон ОДОН участвовал в обеспечении безопасности при проведении саммита АТЭС 2012 года во Владивостоке, летней Универсиады 2013 года в Казани.
Парадный расчёт ОДОН традиционно представляет Войска национальной гвардии РФ на Парадах Победы на Красной площади. Части дивизии принимают участие в торжественных мероприятиях, посвящённых Дню памяти и скорби 22 июня и параду 7 ноября 1941 года.
В период проведения чемпионата мира по футболу 2018 года подразделения дивизии одновременно осуществляли охрану общественной безопасности в Москве и Калининграде.
Указом Президента РФ от 27 марта 2024 года № 215 дивизия награждена орденом Суворова.

## Командиры дивизии

### До 1991
- Филиппов, Сергей Степанович[12] (1921—14.06.1923)[13];
- Кобелев, Павел Георгиевич[14] (15.06.1923—27.11.1928);
- Фриновский, Михаил Петрович (28.11.1928—01.09.1930);
- Кондратьев, Сергей Игнатьевич[15], с 1935 года комбриг (05.10.1930—04.1936);
- Торощин, Павел Васильевич, комбриг (04.1936—29.07.1938);
- Артемьев, Павел Артемьевич, комдив, с 4.06.1940 генерал-лейтенант (04.08.1938—26.02.1941);
- Марченков, Михаил Петрович, генерал-майор (11.03.1941—17.03.1943);
- Головко, Андрей Сидорович, генерал-майор (18.03.1943—05.1943);
- Пияшев, Иван Иванович, генерал-майор (05.1943—09.1953);
- Епанчин, Александр Дмитриевич, генерал-майор (09.1953—1956);
- Корженко, Павел Евсеевич, генерал-майор (1956—1965);
- Козлов, Андрей Петрович, генерал-майор (1965—1968);
- Пожидаев, Евгений Андреевич, генерал-майор (1969—12.1974);
- Наливалкин, Дмитрий Алексеевич, генерал-майор (12.1974—23.03.1982);
- Богунов, Юрий Иванович, генерал-майор (24.03.1982—06.1987);
- Босов, Виталий Викторович[16], генерал-майор (06.1987—1991).

### После 1991
- Рубцов, Игорь Николаевич[17], генерал-майор (1991—1993)
- Будников, Александр Викторович[18], генерал-майор (1993—1995)[5]
- Тихонов, Геннадий Егорович, генерал-майор (1995—1998)
- Манюта, Владимир Александрович, полковник (1998—1999)
- Турапин, Николай Дмитриевич, генерал-майор (1999—2002)
- Меликов, Сергей Алимович, генерал-майор (2002—2008)
- Бобков, Павел Борисович, генерал-майор (2008—2010)
- Поддубный, Игорь Геннадьевич, генерал-майор (2010—2013)
- Захаров, Сергей Юрьевич, генерал-майор (2013—2016)
- Черепанов, Дмитрий Владимирович, генерал майор (26 октября 2016 — 9 июля 2021)[19]
- Кузнецов, Николай Анатольевич, генерал-майор ( 9 июля 2021 - 18 мая 2024)
- Кузнецов, Дмитрий Георгиевич, генерал-майор ( с 18 мая 2024)

## Награды

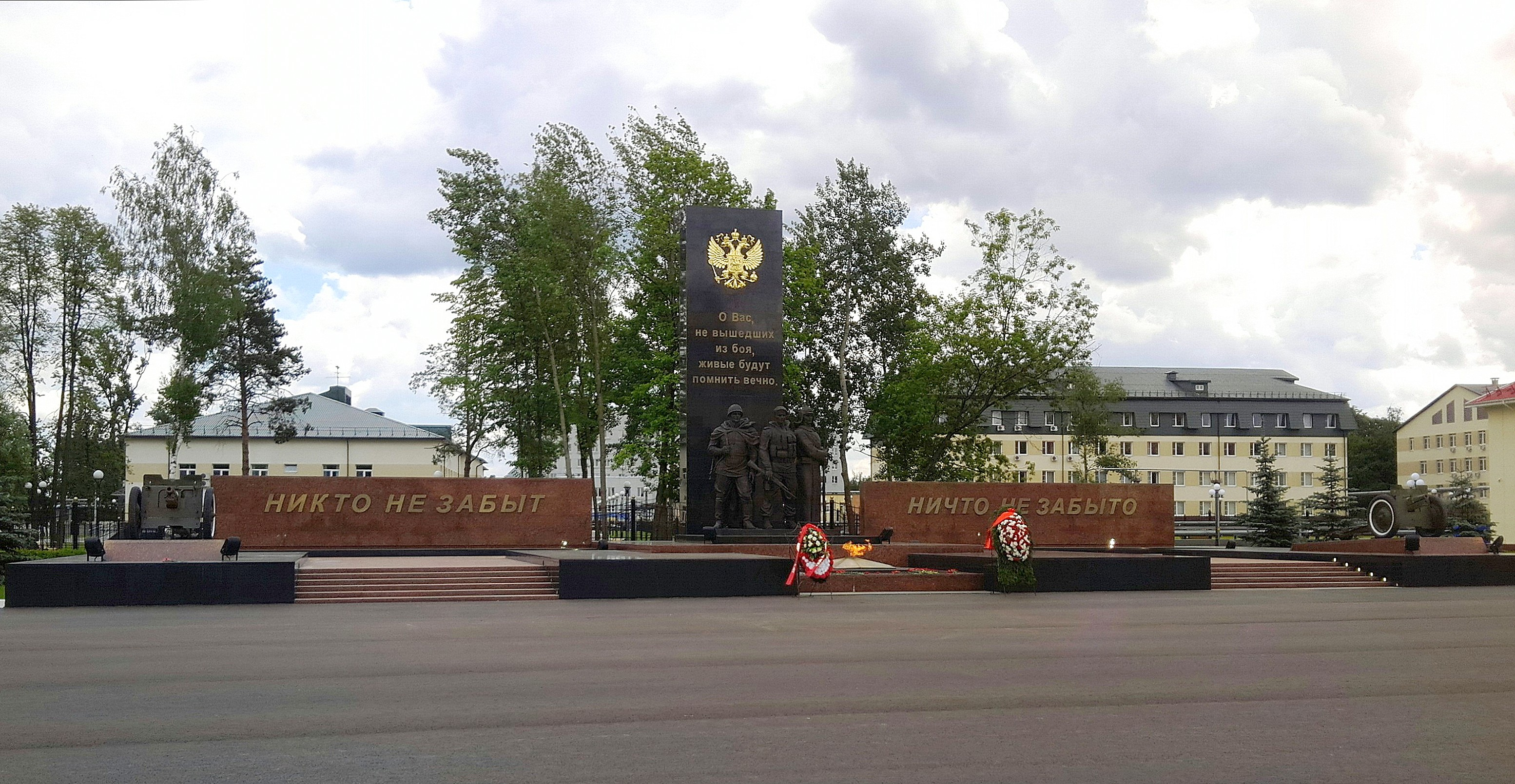
Мемориал «Воинам дивизии, погибшим при исполнении воинского долга» на территории дислокации дивизии в Балашихе

- Приказом ОГПУ № 173 от 19 августа 1926 года дивизии присвоено почётное наименование имени Ф. Э. Дзержинского[20].
- Указом Президиума Верховного Совета СССР от 23 июня 1939 года "в ознаменование 15-й годовщины дивизии и за образцовое выполнение боевых оперативных заданий, а также за выдающиеся успехи в боевой и политической подготовке" дивизия награждена орденом Ленина[20].
- Указом Президиума Верховного Совета СССР от 16 июня 1944 года "в ознаменование 20-летия" дивизия награждена орденом Красного Знамени и получила право именоваться Краснознамённой[20].
- Указом Президиума Верховного Совета СССР от 4 мая 1985 года "в ознаменование 40-летия со дня победы советского народа над фашисткой Германией и за успешное выполнение поставленных задач" дивизия награждена орденом Октябрьской Революции[20].
- Указом Президента Российской Федерации от 13 февраля 2014 года № 75 дивизия награждена орденом Жукова[20].
- Указом Президента РФ от 18 сентября 2014 года № 638 "за массовый героизм и отвагу, стойкость и мужество, проявленные личным составом дивизии в боевых действиях по защите Отечества и государственных интересов в условиях вооруженных конфликтов, учитывая её заслуги в укреплении обороноспособности государства", дивизии возвращено почетное наименование имени Ф. Э. Дзержинского.
- Указом Президента РФ от 27 марта 2024 года № 215 дивизия награждена орденом Суворова[21].